# Kim Ji-woong
Dans ce nom coréen, le nom de famille, Kim, précède le nom personnel.
Kim Ji-woong (coréen : 김지웅), né le 14 décembre 1998 à Pohang, est un chanteur, danseur et acteur sud-coréen. Il est membre du groupe Zerobaseone, après avoir terminé huitième de l'émission Boys Planet en 2023. Il a fait partie du groupe INX de 2016 à 2017 avec pour nom de scène Jinam (coréen : 지남),.

## Biographie

### Jeunesse et formation
Kim Ji-woong est né le 14 décembre 1998 à Pohang dans la province du Gyeongsang du Nord, et a grandi à Wonju dans la province du Gangwon. Son père a fait partie du Corps des Marines de la république de Corée. Il a un frère aîné né en 1997 et un frère cadet né en 2008. Au collège, il développe un intérêt pour la danse et la K-pop en rejoignant un groupe de danse.
Dans l'optique de devenir idole, Kim Ji-woong devient « trainee » et intègre notamment SM Entertainment avant de rejoindre NA Entertainment. Il s'entraîne pendant plus de six ans avant de faire ses débuts avec INX,.

### 2016 - 2018: INX et poursuites judiciaires
En juillet 2016, NA Entertainment dévoile les cinq membres de leur nouveau boys band INX. Parmi eux figure Kim Ji-woong avec pour nom de scène Jinam (지남). Le 2 août 2016, il fait officiellement ses débuts comme idole au sein du groupe INX avec la sortie du premier single Alright (오나),.
Le groupe se sépare finalement le 30 novembre 2017. Les cinq membres du groupe intentent une action en justice contre leur agence pour maltraitance et harcèlement moral. Le 21 juin 2018, le tribunal du district central de Séoul rend sa décision en faveur des demandeurs et annule leurs contrats d'exclusivité signés avec NA Entertainment,,.

### 2018 - 2021: ATEEN, B.I.T etBurn Up 30
Après la dissolution d'INX, il rejoint le nouveau boys band de DS&A Entertainment sous le pseudonyme de King (킹). Le 1er septembre 2018, le groupe ATEEN constitué de dix membres réalise ses premières activités promotionnelles au Japon conjointement à la sortie d'un premier single digital intitulé Boku Wa Chotto Chigau (僕はちょっと違う),. Néanmoins, le groupe se sépare prématurément avant ses débuts officiels en Corée du Sud. Le 18 janvier 2019, six membres du groupe ATEEN portent plainte contre la directrice de leur agence pour des faits d'abus sexuel prétendument commis le 28 septembre 2018 lors d'un dîner d'entreprise dans un restaurant de Tokyo,. Leur agence conteste ces allégations et résilie leurs contrats. Le 4 octobre 2023, il est annoncé que les six plaignants ont gagné le procès.
À la suite de la déconvenue d'ATEEN, plusieurs anciens membres dont Kim Ji-woong forment le groupe B.I.T en 2019. Le boys band composé de cinq garçons est géré par Core Contents Media et effectue plusieurs activités promotionnelles au Japon. Cependant, en août 2020, B.I.T est également dissout avant ses débuts officiels en Corée du Sud.
En parallèle de ses activités de groupe décevantes, Kim Ji-woong se tourne vers le mannequinat. Il effectue ses premiers défilés en 2019 pour la China Fashion Week et la Taipei Fashion Week.
Le 26 juin 2020, Kim Ji-woong est dévoilé parmi les 30 participants à l'émission de survie de K-pop Burn Up: Challenge to Billboard, aussi connue sous l'appellation Burn Up 30. Ce projet d'audition individuelle est une coproduction de jTBC et DSP Media diffusée sur la plateforme digitale TTJA (뜨자),,. Kim Ji-woong obtient la première place dans la catégorie masculine. Le 8 juin 2021, il publie un single digital intitulé Sick of Love en duo avec Kim Min-jeong qui a terminé à la première place dans la catégorie féminine.

### 2021 - 2022: Débuts d'acteur
En 2021, Kim Ji-woong entame une carrière d'acteur, soutenu par l'agence Wells Entertainment. Il obtient son premier rôle principal dans la web-série The Sweet Blood tirée de l'adaptation d'un webtoon,,.
Après une première expérience probante, il continue dans cette voie et obtient plusieurs rôles l'année suivante. En février 2022, il est notamment à l'affiche d'une web-série de BL intitulée Kissable Lips aux côtés de Yoon Seo-bin. La série est également adaptée en film. Les deux hommes se retrouvent dans une nouvelle web-série de BL nommée Roommates of Poongduck 304 diffusée à partir d'octobre 2022,,. Celle-ci se classe première dans la catégorie BL sur la plateforme de streaming Watcha.

### 2022 - Présent:Boys Planetet Zerobaseone
Le 29 décembre 2022, Kim Ji-woong est révélé comme faisant partie des 98 candidats au concours de téléréalité sud-coréen Boys Planet de Mnet, qui sera diffusé du 2 février au 20 avril 2023 avec pour projet la création d'un groupe de K-pop multinational,. Pendant le premier épisode de Boys Planet diffusé le 2 février 2023, Kim Ji-woong apparaît parmi les « trainees » indépendants qui ne sont affiliés à aucune agence. À l'occasion de la première évaluation intitulée « star level test », il démontre ses talents pour le rap et la danse en reprenant le titre Mirotic (주문) du groupe TVXQ aux côtés de Lee Seung-hwan, Yoon Jong-woo, Jeong I-chan et Jung Hwan-rok,,.
Durant son parcours dans Boys Planet, Kim Ji-woong remporte plusieurs missions et se maintient continuellement dans le haut du classement du vote du public. En parallèle de l'émission, il rejoint l'agence Nest Management. Lors de la finale diffusée le 20 avril 2023, il termine finalement huitième et intègre le groupe Zerobaseone,.
En mai 2023, Kim Ji-woong apparaît dans le rôle de Lee Ji-woong dans la série télévisée The Good Bad Mother diffusée sur jTBC. Il s'agit de son premier rôle officiel à la télévision.
Le 10 juillet 2023, Kim Ji-woong fait officiellement ses débuts au sein du groupe Zerobaseone avec la sortie du premier mini-album Youth in the Shade et du premier single In Bloom,.
Le 14 décembre 2024, il publie un titre écrit à l'attention de ses fans intitulé Stand by Me (내 곁에) pour son vingt-sixième anniversaire.

## Discographie

### Singles
| Année                                                           | Titre                             | Classements | Classements | Classements | Album      |
| Année                                                           | Titre                             | COR         | JAP         | MON         | Album      |
| --------------------------------------------------------------- | --------------------------------- | ----------- | ----------- | ----------- | ---------- |
| 2021                                                            | Sick of Love (avec Kim Min-jeong) | —           | —           | —           | Burn Up    |
| 2024                                                            | Stand by Me (내 곁에)             | —           | —           | —           | Hors album |
| "—" indique que le single ne s'est pas classé dans cette région |                                   |             |             |             |            |

### Bandes originales
| Année                                                          | Titre                            | Classement | Album                          |
| Année                                                          | Titre                            | COR        | Album                          |
| -------------------------------------------------------------- | -------------------------------- | ---------- | ------------------------------ |
| 2022                                                           | Dream of you (avec Yoon Seo-bin) | —          | Roommates of Poongduck 304 OST |
| 2022                                                           | I'll be... (그런사람)            | —          | Roommates of Poongduck 304 OST |
| "—" indique que le titre ne s'est pas classé dans cette région |                                  |            |                                |

## Filmographie

### Films
| Année | Titre         | Rôle       | Notes                                  | Réf.   |
| ----- | ------------- | ---------- | -------------------------------------- | ------ |
| 2022  | Kissable Lips | Kim Jun-ho | Adaptation de la web-série du même nom | [ 22 ] |

### Séries télévisées
| Année | Titre                  | Chaîne | Rôle         | Notes                           | Réf.   |
| ----- | ---------------------- | ------ | ------------ | ------------------------------- | ------ |
| 2017  | The Liar and His Lover | tvN    | Lui-même     | Apparition avec INX (épisode 6) | [ 36 ] |
| 2023  | The Good Bad Mother    | jTBC   | Lee Ji-woong | Premier rôle à la télévision    | [ 32 ] |

### Web-séries
| Année | Titre                      | Rôle         | Notes                      | Réf.   |
| ----- | -------------------------- | ------------ | -------------------------- | ------ |
| 2021  | The Sweet Blood            | Yoon Chi-woo | Premier rôle principal     | [ 20 ] |
| 2022  | Don't Lie, Rahee           | Seol Ho-won  | Rôle principal             | [ 37 ] |
| 2022  | Kissable Lips              | Kim Jun-ho   | Rôle principal             | [ 21 ] |
| 2022  | Convenience Store Junkies  | Si-woo       | Rôle secondaire            | [ 38 ] |
| 2022  | Pro, Teen                  | Eun Ga-ram   | Rôle principal (épisode 5) | [ 39 ] |
| 2022  | Roommates of Poongduck 304 | Ji Ho-jun    | Rôle principal             | [ 23 ] |

### Émissions de télévision
| Année | Titre       | Chaîne | Rôle     | Notes                                                       | Réf. |
| ----- | ----------- | ------ | -------- | ----------------------------------------------------------- | ---- |
| 2023  | Boys Planet | Mnet   | Candidat | Termine à la huitième place, devenant membre de Zerobaseone | ,    |

### Émissions numériques
| Année | Titre                           | Plateforme  | Rôle      | Notes                                | Réf.  |
| ----- | ------------------------------- | ----------- | --------- | ------------------------------------ | ----- |
| 2020  | Burn Up: Challenge to Billboard | TTJA (뜨자) | Candidat  | Termine à la première place          | [ 6 ] |
| 2023  | Boy Detective Kim Ji-woong      | tvN         | Animateur | Émission de variétés de Kim Ji-woong | ,     |

### Clips vidéos
| Année | Titre                                                   | Artiste       | Réf.   |
| --- | ------------------------------------------------------- | ------------- | ------ |
| 2014 | Shut Up U (시끄러워U)                                   | Wassup        | [ 42 ] |
| 2021 | Into you (빠져들겠어)                                   | OnlyOneOf     | [ 43 ] |
| 2021 | So what, if the flowers are pretty (꽃이 예뻐봤자 뭐해) | Shin Yong-jae | [ 44 ] |
| 2022 | Beautiful Memories (이별한 이유가 너무 아파)            | Lim Han-byul  | [ 45 ] |
| 2023 | Number Boy                                              | Holland       | [ 46 ] |
| Sont inclus uniquement les clips vidéos où Kim Ji-woong apparaît comme acteur sans être l'artiste principal |                                                         |               |        |